# ラ・サグラ - トレド高速鉄道線

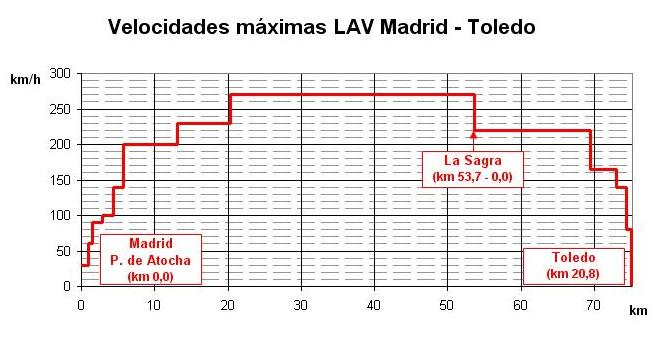
本路線の最高速度の図表

ラ・サグラ - トレド高速鉄道線は、21 kmの長さのスペインの鉄道網の高速線であり、マドリード - セビリア高速鉄道線のサグラ分岐点から分かれて、カスティーリャ・ラ・マンチャ州の州都トレドに到達する。

## ルート
現在この路線を走っている列車は、マドリード - セビリア高速線の最初の54kmをラ・サグラまで共用しており、本路線は長さ21kmの専用支線である。なお、この路線はマドリード - エストレマドゥーラ高速線に接続される予定である。

## 特徴
本路線の新しい部分は、270 km/hの最高速度を許容するように設計された。これは、マドリッド - セビリア/マラガ高速鉄道線と共有する共通幹線で許可される最高速度でもある。すべてのスペインの高速鉄道線と同様に、軌間は1,435 mmで、交流25 kV 50 Hzで電化されている。

## サービスと運行車両
この路線では、104系による列車がレンフェ・アバントの商用サービスを提供している。 2010年12月にマドリッド - レバンテ高速線が開業して以来、AVEサービスが導入され、トレド - マドリード - クエンカ - アルバセテのルートがレンフェ112系の列車で運行されていたが、このサービスは需要が低かったため、2011年7月に廃止された。

## トレド駅
トレドに高速鉄道線が到達したことで、トレド駅を新しいニーズに適応させる必要性が明らかになった。これはすべて、建築家ナルシソ・クラヴェリアによってネオムデハル様式で設計され、1919年に開業したトレド駅の歴史的建造物を修復することによって行われた。利用者は、7,500平方メートルの面積に広がり、325台収容できる屋外の舗装された照明付き駐車場を利用するなどのサービスを受けられる 。

## 傑出した工事
タホ川とヴァルデカバ川を横断する長さ1,602mの高架橋は、この路線で最も優れた工事である。

## 参考
- マドリード-セビリア高速線
- マドリード - エストレマドゥーラ高速線（スペイン語版）
- カスティジェホ・アニョベール＝アルゴドール線（スペイン語版）